# Козел (могила)
Козел — скіфський курган біля села Новоолександрівка у сучасному Нижньосірогозькому районі Херсонської області. Козел – назва кургану (надмогильного пагорба) одного з членів родини царя Скіфії 2-ї пол. 4 століття до н. е. Пагорб розташовано за 1 км. на південь від с. Новоолександрівка. Досліджений 1865 р. І.Є. Забєліним. Насип (заввишки 14 м.) розкопано частково. Відкрита катакомба глибиною 9,6 м., по її кутах розміщено 4 камери. Поховання пограбоване, збереглося лише кілька золотих ґудзиків та одна пластинка з профільним зображенням голови Афіни Паллади в шоломі з маскою лева. На захід від катакомби знаходилися три ями, перекриті деревом, в них були покладені 11 коней в бронзових та срібних вуздечкових оздобах. У трьох з них були золоті окуття сідел, у двох – бронзові нагрудні прикраси. Біля коней поховано двох конюхів, їхні могили були перекриті дошками, розписаними червоною та блакитною фарбами. 

## Історія дослідження

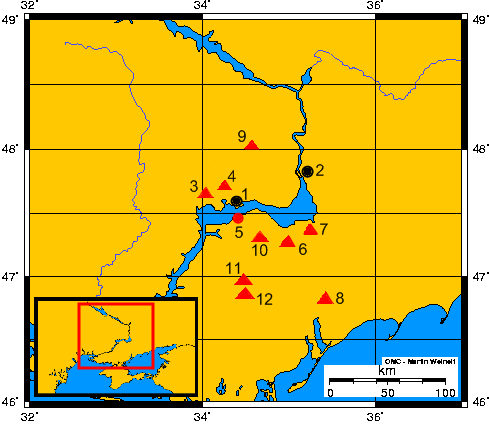
Столиця скіфів Кам'янське городище і т.зв. скіфські «царські» могили в нижній течії Дніпра:
1) Нікополь (сучасне місто)
2) Запоріжжя (сучасне місто)
3) Товста Могила
4) Чортомлик
5) Кам'янське городище
6) Гайманова Могила
7) Васільевські кургани
8) Мелітопольський курган
9) Олександропільський курган
10) Велика Цимбалка
11) Козел
12) Огуз

Відомий дослідник могили Чортомлик І. Є. Забєлін у 1865 році почав розкопки на лівому березі Дніпра. Здійснюючи об'їзд колишньої Таврійської губернії, він зазначив, що тут, на південь від Чортомлика, височать найбільші кургани Скіфії. Археолог відзначив кургани біля сіл Велика Знам'янка (йдеться про Солоху, досліджену М. І. Веселовським у 1912–1913 роках), Новоолександрівка, а також найбільший серед них — курган поблизу села Нижні Сірогози.
Тоді ж він почав розкопки кургану біля села Новоолександрівка. Місцеві жителі називали його Козел. Неважко уявити собі радість Забеліна, коли він, перерізавши курган широкою траншеєю, виявив, що конструкція центральної могили тут така сама, як і у Чортомлику.

## Опис кургану та знахідок
Курган досягав 14 метрів у висоту і близько 320 метрів в окружності. Могила датується другою половиною IV ст. до н.е. Вхідна яма глибиною 9,6 м закінчувалася чотирма катакомбами, розміщеними в її кутах. Але, на жаль, могила виявилася повністю пограбованою через хід, пробитий у північній частині насипу. Окремі людські кістки, шматки іржавого заліза, уламки кераміки, кілька золотих ґудзиків і одна кругла золота бляшка з рельєфним зображенням профілю голови Афіни у шоломі з маскою лева позаду — оце і все, що вдалося знайти І. Є. Забеліну в центральній могилі величезного кургану Козел.
Однак, на щастя, до розкопу дослідника потрапила ще одна могила. На захід від центрального поховання знаходилася яма з трьома відділами, де були поховані 11 коней, які, згідно зі скіфськими віруваннями, мали супроводжувати господаря кургану у потойбічному житті. 5 коней були поховані у бронзових вуздечкових наборах, а 6 — у срібних.
Крім того, на трьох конях були знайдені залишки сідел, а саме — золоті фігурні та чотирикутні платівки — окуття передньої та задньої луки сідла. Майже усі срібні та бронзові вуздечкові набори виявилися однотипними. Вони складалися з пластинчастих фігурних налобників, прикрашених гравіруванням та скульптурною головою звіра, вуха якого стирчать, а паща відкрита. До набору належать також фігурні орнаментовані нащічники з зображеннями птахів, почасти вирізаних контурною лінією, а почасти виконаних гравіруванням, круглі бляшки — ґудзики з вушком на зворотному боці, пронизки у вигляді зрізаного конуса. Аналогічні вуздечкові набори Забелін знайшов у Чортомлику, пізніше вони траплялися і в інших курганах скіфської знаті, тому читач ще зустрінеться з ними.
Найоригінальнішими виявилися срібні, прикрашені гравіруванням бляшки свастикоподібної форми, які складені з чотирьох голівок тварин, розміщених довкола круглої центральної випуклості, а також бронзовий налобник, прикрашений голівкою коня з піднятими вухами. Два коні, крім вуздечкових наборів, мали бронзові шийні та нагрудні прикраси, що складалися з круглих і серпоподібних плоских бляшок і дзвіночків, поєднаних за допомогою залізних ланцюжків.
У західному та східному боках кінської могили було знайдено два людські поховання. Очевидно, тут були поховані конюхи. Біля них лежали залізні ножі з кістяними руків'ями, бронзові вістря стріл і залізна пряжка.
Координати - 46.95553, 34.40751

## Майбутнє та сьогодення кургану
Судячи по знахідках та влаштуванню поховальної споруди, курган Козел одночасний із Чортомликом і датується другою половиною IV ст. до н.е. Однак розкопки Чортомлика та інших скіфських курганів висотою понад 10 метрів переконують у тому, що додаткове дослідження кургану Козел становить неабиякий інтерес. Адже примітивна методика розкопок XIX ст. не дозволяла повністю відтворити весь поховальний ритуал, під час якого (про це свідчить хоча б Чортомлик) дуже багато досить цінних речей люди залишали не в могилі, а навколо неї, або у насипу кургану.
Найбільша ж надія пов'язується з пошуками бокових могил, бо немає жодного прикладу, щоб кургани такої висоти містили лише одну гробницю людини. Адже увесь досвід скіфської археології свідчить: якщо і щастило відкрити багаті непограбовані поховання, то це були, звичайно, бокові гробниці.